# English Football League Trophy 2018-2019
L'English Football League Trophy 2018-2019 è stata la 38ª edizione di questa competizione calcistica.

## Squadre partecipanti
| League One | League Two | U-21 |
| --- | --- | --- |
| - Accrington Stanley - AFC Wimbledon - Barnsley - Blackpool - Bradford City - Bristol Rovers - Burton Albion - Charlton - Coventry City - Doncaster - Fleetwood Town - Gillingham - Luton Town - Oxford Utd - Peterborough Utd - Plymouth - Portsmouth - Rochdale - Sunderland - Scunthorpe Utd - Shrewsbury Town - Southend Utd - Walsall - Wycombe | - Bury - Cambridge Utd - Carlisle Utd - Cheltenham Town - Colchester Utd - Crawley Town - Crewe Alexandra - Exeter City - Forest Green - Grimsby Town - Lincoln City - Macclesfield Town - Mansfield Town - MK Dons - Morecambe - Newport County - Northampton Town - Notts County - Oldham Athletic - Port Vale - Stevenage - Swindon Town - Tranmere - Yeovil Town | - Arsenal U-21 - Brighton & Hove U-21 - Chelsea U-21 - Everton U-21 - Fulham U-21 - Leicester City U-21 - Manchester City U-21 - Middlesbrough U-21 - Newcastle U-21 - Southampton U-21 - Stoke City U-21 - Swansea City U-21 - Tottenham U-21 - West Bromwich U-21 - West Ham U-21 - Wolverhampton U-21 |

## Fase a gironi
Legenda: Pti=punti; G=partite giocate; V=partite vinte; N=partite pareggiate; P=partite perse; GF=gol fatti; GS=gol subiti; DR=differenza reti

### Sezione Nord
Gruppo A
| Squadra         | Pti | G | V | N | P | GF | GS | DR |
| --------------- | --- | - | - | - | - | -- | -- | -- |
| Sunderland      | 8   | 3 | 2 | 1 | 0 | 4  | 1  | +3 |
| Stoke City U-21 | 6   | 3 | 1 | 2 | 0 | 3  | 2  | +1 |
| Carlisle Utd    | 3   | 3 | 1 | 1 | 1 | 5  | 6  | -1 |
| Morecambe       | 0   | 3 | 0 | 0 | 3 | 3  | 6  | -3 |

Gruppo B
| Squadra             | Pti | G | V | N | P | GF | GS | DR |
| ------------------- | --- | - | - | - | - | -- | -- | -- |
| Rochdale            | 7   | 3 | 2 | 1 | 0 | 6  | 3  | +3 |
| Bury                | 6   | 3 | 2 | 0 | 1 | 6  | 4  | +2 |
| Leicester City U-21 | 4   | 3 | 0 | 2 | 1 | 5  | 6  | -1 |
| Fleetwood Town      | 1   | 3 | 0 | 1 | 2 | 3  | 7  | -4 |

Gruppo C
| Squadra            | Pti | G | V | N | P | GF | GS | DR |
| ------------------ | --- | - | - | - | - | -- | -- | -- |
| Accrington Stanley | 6   | 3 | 2 | 0 | 1 | 8  | 5  | +3 |
| Macclesfield Town  | 5   | 3 | 1 | 1 | 1 | 6  | 8  | -2 |
| Blackpool          | 4   | 3 | 1 | 1 | 1 | 7  | 7  | 0  |
| West Bromwich U-21 | 3   | 3 | 1 | 0 | 2 | 4  | 5  | -1 |

Gruppo D
| Squadra              | Pti | G | V | N | P | GF | GS | DR |
| -------------------- | --- | - | - | - | - | -- | -- | -- |
| Shrewsbury Town      | 8   | 3 | 2 | 1 | 0 | 9  | 2  | +7 |
| Manchester City U-21 | 7   | 3 | 2 | 1 | 0 | 6  | 2  | +4 |
| Crewe Alexandra      | 3   | 3 | 1 | 0 | 2 | 6  | 9  | -3 |
| Tranmere             | 0   | 3 | 0 | 0 | 3 | 3  | 11 | -8 |

Gruppo E
| Squadra            | Pti | G | V | N | P | GF | GS | DR |
| ------------------ | --- | - | - | - | - | -- | -- | -- |
| Port Vale          | 9   | 3 | 3 | 0 | 0 | 5  | 1  | +4 |
| Walsall            | 6   | 3 | 2 | 0 | 1 | 6  | 4  | +2 |
| Middlesbrough U-21 | 3   | 3 | 1 | 0 | 2 | 2  | 5  | -3 |
| Burton Albion      | 0   | 3 | 0 | 0 | 3 | 1  | 4  | -3 |

Gruppo F
| Squadra         | Pti | G | V | N | P | GF | GS | DR |
| --------------- | --- | - | - | - | - | -- | -- | -- |
| Barnsley        | 8   | 3 | 2 | 1 | 0 | 5  | 3  | +2 |
| Oldham Athletic | 6   | 3 | 2 | 0 | 1 | 8  | 5  | +3 |
| Everton U-21    | 2   | 3 | 0 | 2 | 1 | 4  | 5  | -1 |
| Bradford City   | 2   | 3 | 0 | 1 | 2 | 3  | 7  | -4 |

Gruppo G
| Squadra        | Pti | G | V | N | P | GF | GS | DR |
| -------------- | --- | - | - | - | - | -- | -- | -- |
| Newcastle U-21 | 9   | 3 | 3 | 0 | 0 | 8  | 3  | +5 |
| Notts County   | 3   | 3 | 1 | 0 | 2 | 5  | 6  | -1 |
| Doncaster      | 3   | 3 | 1 | 0 | 2 | 5  | 7  | -2 |
| Grimsby Town   | 3   | 3 | 1 | 0 | 2 | 4  | 6  | -2 |

Gruppo H
| Squadra            | Pti | G | V | N | P | GF | GS | DR |
| ------------------ | --- | - | - | - | - | -- | -- | -- |
| Mansfield Town     | 9   | 3 | 3 | 0 | 0 | 7  | 4  | +3 |
| Lincoln City       | 3   | 3 | 0 | 2 | 1 | 4  | 5  | -1 |
| Scunthorpe Utd     | 3   | 3 | 0 | 2 | 1 | 3  | 4  | -1 |
| Wolverhampton U-21 | 3   | 3 | 0 | 2 | 1 | 3  | 4  | -1 |

### Sezione Sud
Gruppo A
| Squadra        | Pti | G | V | N | P | GF | GS | DR |
| -------------- | --- | - | - | - | - | -- | -- | -- |
| Portsmouth     | 9   | 3 | 3 | 0 | 0 | 8  | 2  | +6 |
| Tottenham U-21 | 4   | 3 | 1 | 1 | 1 | 7  | 4  | +3 |
| Gillingham     | 3   | 3 | 1 | 0 | 2 | 2  | 9  | -7 |
| Crawley Town   | 2   | 3 | 0 | 1 | 2 | 2  | 4  | -2 |

Gruppo B
| Squadra          | Pti | G | V | N | P | GF | GS | DR |
| ---------------- | --- | - | - | - | - | -- | -- | -- |
| Cambridge Utd    | 6   | 3 | 2 | 0 | 1 | 8  | 4  | +4 |
| Southend Utd     | 6   | 3 | 2 | 0 | 1 | 6  | 3  | +3 |
| Colchester Utd   | 3   | 3 | 1 | 0 | 2 | 3  | 5  | -2 |
| Southampton U-21 | 3   | 3 | 1 | 0 | 2 | 2  | 7  | -5 |

Gruppo C
| Squadra        | Pti | G | V | N | P | GF | GS | DR  |
| -------------- | --- | - | - | - | - | -- | -- | --- |
| Chelsea U-21   | 6   | 3 | 2 | 0 | 1 | 9  | 3  | +6  |
| Newport County | 6   | 3 | 2 | 0 | 1 | 5  | 1  | +4  |
| Swindon Town   | 6   | 3 | 2 | 0 | 1 | 4  | 4  | 0   |
| Plymouth       | 0   | 3 | 0 | 0 | 3 | 0  | 10 | -10 |

Gruppo D
| Squadra        | Pti | G | V | N | P | GF | GS | DR |
| -------------- | --- | - | - | - | - | -- | -- | -- |
| Exeter City    | 8   | 3 | 2 | 1 | 0 | 4  | 0  | +4 |
| Bristol Rovers | 6   | 3 | 2 | 0 | 1 | 4  | 2  | +2 |
| Yeovil Town    | 4   | 3 | 1 | 1 | 1 | 4  | 2  | +2 |
| West Ham U-21  | 0   | 3 | 0 | 0 | 3 | 0  | 8  | -8 |

Gruppo E
| Squadra         | Pti | G | V | N | P | GF | GS | DR |
| --------------- | --- | - | - | - | - | -- | -- | -- |
| Cheltenham Town | 6   | 3 | 2 | 0 | 1 | 8  | 6  | +2 |
| Arsenal U-21    | 6   | 3 | 2 | 0 | 1 | 8  | 7  | +1 |
| Forest Green    | 4   | 3 | 1 | 1 | 1 | 6  | 4  | +2 |
| Coventry City   | 2   | 3 | 0 | 1 | 2 | 1  | 6  | -4 |

Gruppo F
| Squadra          | Pti | G | V | N | P | GF | GS | DR |
| ---------------- | --- | - | - | - | - | -- | -- | -- |
| Oxford Utd       | 6   | 3 | 2 | 0 | 1 | 7  | 2  | +5 |
| Northampton Town | 6   | 3 | 2 | 0 | 1 | 4  | 2  | +2 |
| Wycombe          | 6   | 3 | 2 | 0 | 1 | 3  | 4  | -1 |
| Fulham U-21      | 0   | 3 | 0 | 0 | 3 | 1  | 7  | -6 |

Gruppo G
| Squadra           | Pti | G | V | N | P | GF | GS | DR |
| ----------------- | --- | - | - | - | - | -- | -- | -- |
| Swansea City U-21 | 6   | 3 | 2 | 0 | 1 | 2  | 5  | -3 |
| AFC Wimbledon     | 5   | 3 | 1 | 1 | 1 | 6  | 3  | +3 |
| Charlton          | 4   | 3 | 1 | 1 | 1 | 10 | 3  | +7 |
| Stevenage         | 3   | 3 | 1 | 0 | 2 | 5  | 12 | -7 |

Gruppo H
| Squadra              | Pti | G | V | N | P | GF | GS | DR |
| -------------------- | --- | - | - | - | - | -- | -- | -- |
| Luton Town           | 6   | 3 | 2 | 0 | 1 | 6  | 3  | +3 |
| Peterborough Utd     | 5   | 3 | 1 | 2 | 0 | 7  | 6  | +1 |
| Brighton & Hove U-21 | 5   | 3 | 1 | 1 | 1 | 6  | 6  | 0  |
| MK Dons              | 2   | 3 | 0 | 1 | 2 | 5  | 9  | -4 |

## Fase a eliminazione diretta

### Secondo turno

#### Sezione Nord
| Squadra 1          | Risultato       | Squadra 2            |
| ------------------ | --------------- | -------------------- |
| 4 dicembre 2018    |                 |                      |
| Sunderland         | 2 - 0           | Notts County         |
| Accrington Stanley | 2 - 2 (4-2 dtr) | Lincoln City         |
| Newcastle U-21     | 1 - 1 (5-3 dtr) | Macclesfield Town    |
| Mansfield Town     | 0 - 1           | Bury                 |
| Port Vale          | 4 - 0           | Stoke City U-21      |
| Barnsley           | 3 - 3 (3-5 dtr) | Manchester City U-21 |
| 5 dicembre 2018    |                 |                      |
| Shrewsbury Town    | 2 - 1           | Walsall              |
| 11 dicembre 2018   |                 |                      |
| Rochdale           | 2 - 0           | Oldham Athletic      |

#### Sezione Sud
| Squadra 1         | Risultato       | Squadra 2        |
| ----------------- | --------------- | ---------------- |
| 4 dicembre 2018   |                 |                  |
| Chelsea U-21      | 2 - 1           | AFC Wimbledon    |
| Portsmouth        | 2 - 1           | Arsenal U-21     |
| Cambridge Utd     | 1 - 1 (2-4 dtr) | Northampton Town |
| Exeter City       | 0 - 2           | Peterborough Utd |
| Cheltenham Town   | 1 - 1 (7-6 dtr) | Newport County   |
| 5 dicembre 2018   |                 |                  |
| Luton Town        | 1 - 1 (2-4 dtr) | Southend Utd     |
| Swansea City U-21 | 1 - 2           | Bristol Rovers   |
| 18 dicembre 2018  |                 |                  |
| Oxford Utd        | 3 - 0           | Tottenham U-21   |

### Terzo turno

#### Sezione Nord
| Squadra 1          | Risultato       | Squadra 2            |
| ------------------ | --------------- | -------------------- |
| 8 gennaio 2019     |                 |                      |
| Rochdale           | 2 - 4           | Manchester City U-21 |
| Sunderland         | 4 - 0           | Newcastle U-21       |
| Accrington Stanley | 2 - 4           | Bury                 |
| Port Vale          | 1 - 1 (4-3 dtr) | Shrewsbury Town      |

#### Sezione Sud
| Squadra 1        | Risultato       | Squadra 2        |
| ---------------- | --------------- | ---------------- |
| 8 gennaio 2019   |                 |                  |
| Southend Utd     | 0 - 2           | Portsmouth       |
| Cheltenham Town  | 1 - 1 (1-4 dtr) | Oxford Utd       |
| Northampton Town | 1 - 2           | Bristol Rovers   |
| 9 gennaio 2019   |                 |                  |
| Chelsea U-21     | 1 - 3           | Peterborough Utd |

### Quarto turno
| Squadra 1       | Risultato | Squadra 2            |
| --------------- | --------- | -------------------- |
| 22 gennaio 2019 |           |                      |
| Portsmouth      | 1 - 0     | Peterborough Utd     |
| Bristol Rovers  | 3 - 0     | Port Vale            |
| Sunderland      | 2 - 0     | Manchester City U-21 |
| Bury            | 5 - 2     | Oxford Utd           |

### Semifinali
| Squadra 1        | Risultato | Squadra 2  |
| ---------------- | --------- | ---------- |
| 26 febbraio 2019 |           |            |
| Bury             | 0 - 3     | Portsmouth |
| 5 marzo 2019     |           |            |
| Bristol Rovers   | 0 - 2     | Sunderland |

### Finale
| Arbitro: | Whitestone |

|                                 |                      |                                       |
| Thompson 82’ Lowe 114’          | Marcatori            | 38’, 119’ McGeady                     |
| Evans Pitman Brown Lowe Hawkins | Tiri di rigore 5 – 4 | McGeady Cattermole Gooch Power O'Nien |